# Astragalus haiyuanensis
Astragalus haiyuanensis es una especie de planta del género Astragalus, de la familia de las leguminosas, orden Fabales.

## Distribución
Astragalus haiyuanensis se distribuye por China.

## Taxonomía
Fue descrita científicamente por Podlech.